# Недеља моде у Милану
Недеља моде у Милану (итал. Settimana della moda di Milano) је сајам одеће који се одржава полугодишње у Милану. Предстојећа колекција јесен/зима се приказује у фебруару/марту сваке године, а предстојећа колекција пролеће/лето се приказује у септембру/октобру сваке године. Многи дизајнери представљају нове креације и предстојеће колекције. Недеља моде у Милану је једна од светских недеља моде „велике четворке“, поред Њујорка, Париза и Лондона.   

## Историја и операције
Недеља моде у Милану, основана 1958., део је глобалне „Велике четири недеље моде“, а остале су Недеља моде у Паризу, Недеља моде у Лондону и Недеља моде у Њујорку.   Распоред почиње Њујорком, затим Лондоном, па Миланом, а завршава се Паризом. Од 1958. Недеља моде у Милану се одржава полугодишње са недељом женске и мушке моде. 
Недељу моде у Милану делимично организује Национална комора италијанске моде (Camera Nazionale della Moda Italiana), непрофитна организација која дисциплинује, координира и промовише развој италијанске моде и одговорна је за одржавање модних догађаја и ревија у Милану. Camera Sindacale della Moda Italiana, је основана 11. јуна 1958.
Меморандуму о оснивању присуствовали су власници најзначајнијих објеката у Италији, укључујући и неке приватне установе, које су тада имале кључну улогу у промоцији овог сектора.
Догађаји посвећени женској моди су најважнији. Летњи догађаји посвећени мушкарцима укључују мушку одећу и Милано Мода Уомо.
2013. Недеља моде у Милану је почела 20. јануара ревијом Паоле Франи. Уследиле су ревије реномираних модних кућа међу којима су Армани, Ботега Венета, Роберто Кавали, Долче & Габана, Фенди, Ферагамо, Gucci, Прада и Versace између осталих. Догађај је такође представљао ревије нових брендова и младих дизајнера. Поред тога, 20. новембра 2013. Ђорђо Армани је објавио своју одлуку да се придружи Италијанској модној комори. 
У априлу 2015,, Карло Капаса је именован за председника Camera Nazionale Della Moda Italiana, наследивши бившег председника Марија Боселија. 
Одређене ревије се не одржавају заједно са Camera Nazionale Della Moda Italiana, укључујући Долче & Габана. Camera Nazionale Della Moda Italiana је такође оштро критикована од стране дизајнера као што је Кавали. 

## Локације
Недеља моде у Милану обухвата више од 40 ревија сваке сезоне и претвара град у туристичко средиште једноставним стварањем различитих места за ревије бирајући најелегантније и најутицајније палате које ће постати позорница за дизајн. Примери локација су Краљевска палата, палата Сербелони и многе друге.

## Контроверза о одрживости
Гринпис је 2014. протестовао да захтева „моду без токсичности“ качећи знакове у Галерији Виторија Емануела II.  Кјара Кампионе из Гринписа у Италији рекла је да је демонстрација организована да би „...замолиле италијанске брендове, посебно Versace, јер има највиши ниво опасних хемикалија у својим производима, да се јавно обавежу да ће елиминисати штетне супстанце из различитих фаза производње. "

## Кључни приходи
2021. за Недељу моде пријављен је следећи приход.
- Посетиоци: 30.000
- Укупан приход: 64 милиона евра
- Приход града: 15,5 милиона евра
- Пословни приходи: 48,5 милиона евра
- Приход на месту одржавања: 7 милиона евра
- Приход ресторана: 22 милиона евра
- Приходи од малопродаје: 26 милиона евра
- Приходи од смештаја: 9 милиона евра
- Просечна потрошња по посетиоцу: 1902 евра [11]